# سمرة (العراق)
سمرة هي قرية في غرب قضاء العلَم، في محافظة صلاح الدين في وسط شمال العراق، وهي ضمن مقاطعة سمرة والعيادي رقم 28، مطلّة على شرق نهر دجلة، مقاطعة سمرة مساحتها 7790 دونماً عراقياً، تعادل 13.29 كيلومتراً مربعاً، فيها خمسةُ مستوطناتٍ، عدد سكانها 10973، المستوطنات هنّ قرية سمرة، التي هي مركز المقاطعة، عدد سكان قرية سمرة في سنة 1987 كان 633 ساكناً ثم أصبحوا ثمانمئة وساكن واحد سنة 1997، ثم أصبحوا 3500 ساكن في سنة 2010، ثم 4251 ساكناً في سنة 2020، والمستوطنة الثانية هي منطقة الحويجة والعيادي، عدد سكانها 2185 ساكناً ، ومنطقة البساط الأخضر، عدد سكانها 1399، ومنطقة العهد الجديد، عدد سكانها 2839، ومنطقة الرشيدية، عدد سكانها 299، مقاطعة سمرة على الطريق الرئيس المتوجّه إلى قضاء الحويجة، في قرية سمرة مدرستان ابتدائيتان، ومدرستان ثانويتان، وفيها مستوصف اسمه بيت صحي العهد الجديد، ومركز صحي سمرة، وفيها مشروع ري العلَم الموحد، مجمع لماء الشرب، طاقته اليومية 6240 متراً مكعباً، بدأ تشغيله سنة 2010، لمقاطعة سمرة محطة وقود أهلية، اسمها محطة الصدارة المشيّدة، طول الطريق بين قرية الخرجة التي هي مركز قضاء العلم وبين قرية سمرة 5 كيلومترات. موقع قرية سمرة الجغرافي بين السهل التجميعي لناحية العلم شرقاً والحافة الصدعية لهضبة تكريت غرباً، معدّل درجة الحرارة لقرية السمرة من سنة 2010 حتى 2019 كانت 16.05 للصغرى، 30.7 للكبرى. ومقاطعة سمرة ضمن منطقة السهل الفيضي، وارتفاعها بين 75 متراً إلى 100 متر فوق سطح البحر، تربتها جيد للزراعة،

## المعامل
| المعمل                | سنة إنجازه |
| معمل رمل وحصو الدوية  | 2015       |
| معمل بلوك ماس العلم   | 2016       |
| معمل حصو ورمل المحل   | 2017       |
| معمل حصو ورمل المعجون | 2017       |